# Aloe powysiorum
Aloe powysiorum är en grästrädsväxtart som beskrevs av Leonard Eric Newton och Henk Jaap Beentje. Aloe powysiorum ingår i släktet Aloe och familjen grästrädsväxter. Inga underarter finns listade i Catalogue of Life.